# Adam Gifford
Lord Adam Gifford (29. února 1820, Edinburgh - 20. ledna 1887) byl skotský soudce.
Byl radikálním politikem a zasloužil se o vznik tzv. Giffordových přednášek, které měly za úkol rozšířit na veřejnost vědecké poznatky o náboženství.